# 灣仔道

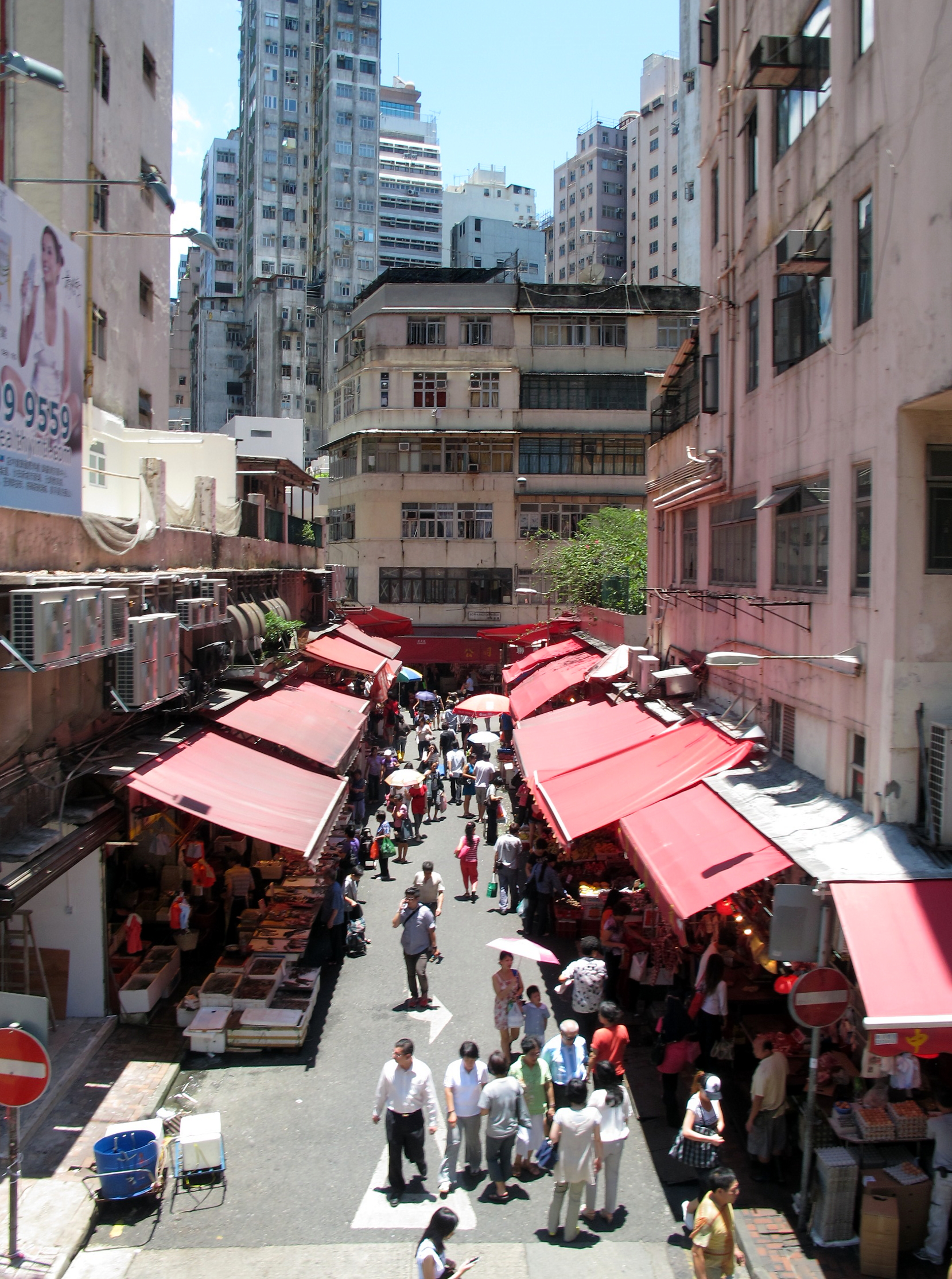
交加街至莊士敦道的一段灣仔道，兩旁為街市

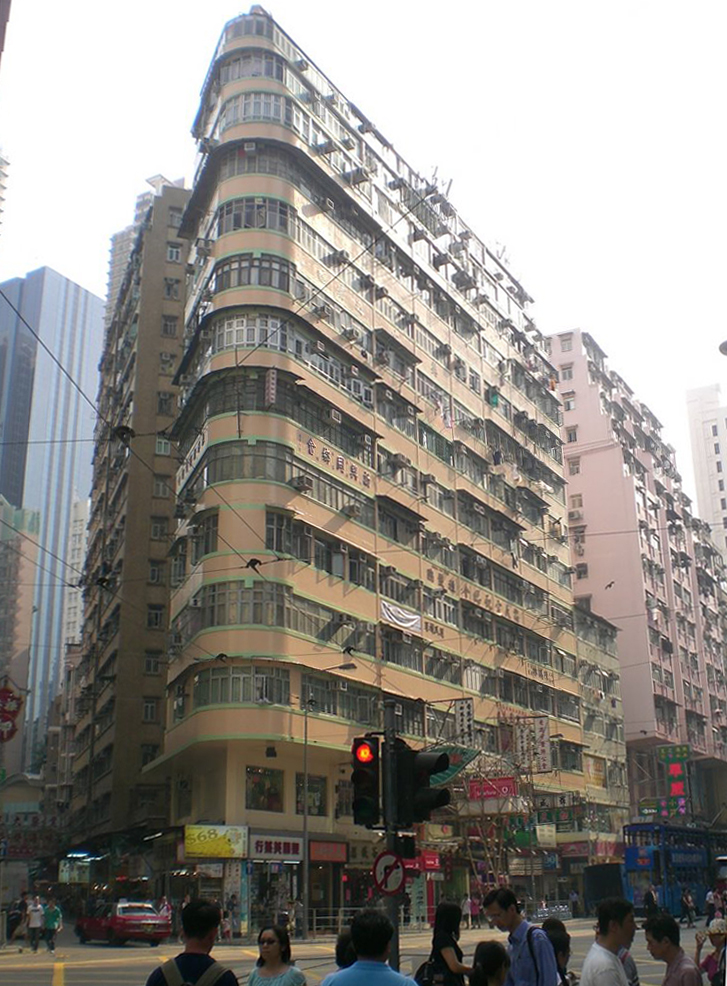
位於灣仔道北與莊士敦道交界的一幢街角樓（美華大廈）

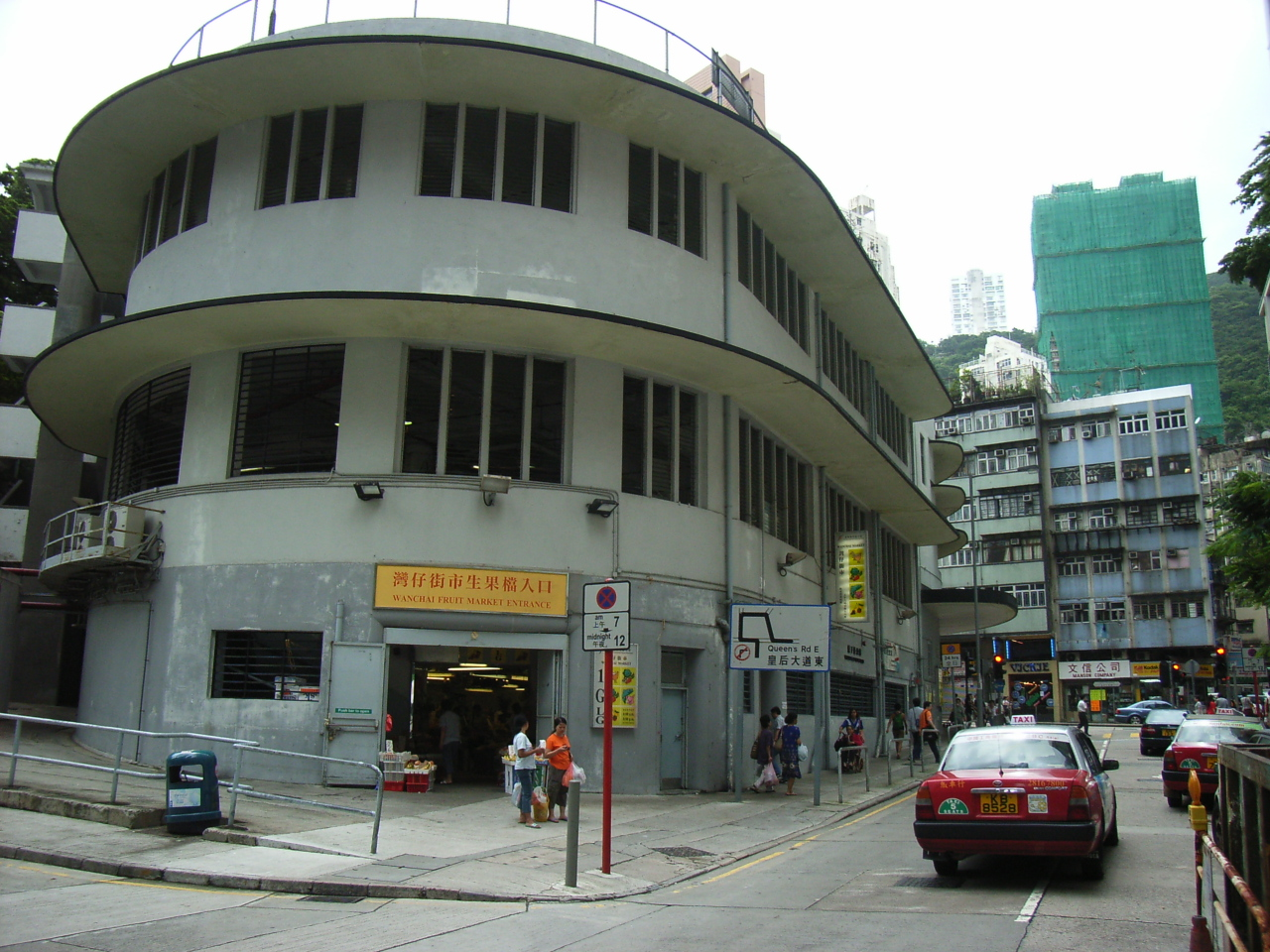
灣仔道的西南端近舊灣仔街市

灣仔道（英語：Wan Chai Road），是位於香港香港島灣仔區的一條街道，西面終點為皇后大道東，東面終點為堅拿道。全長780米。當中西面由皇后大道至莊士敦道及菲林明道交界一段為程由北向南方向兩線行車。東面由莊士敦道交界至摩理臣山道為雙線行車。

## 特色
灣仔道是灣仔的早期主要街道之一，開闢於1850年代初。1930年代初，灣仔道216號開設全香港首間殯儀館——香港殯儀館，最初為簡陋竹棚搭建而成，及後才改建為水泥建築物，1966年香港殯儀館遷往鰂魚涌，惟灣仔道舊館仍經營多一年至1967年才拆卸，原址則重建為籃球場及休憩公園。
灣仔道西面由莊士敦道至皇后大道為一條弧形的街道，在此段北面（莊士敦道至交加街一段）人多車多，由於是灣仔舊區街市的東邊，所以沿路都是忙於服務街坊，賣生豬牛羊雞鴨肉、海鮮、豆品、蔬菜、生果、家庭日用品等的店舖、大排檔、及茶餐廳；南段（交加街至皇后大道）原亦為灣仔街市一部份，1990年代後進行市區重建。其東邊有律敦治醫院的行車入口，及保留着舊灣仔街市外貌並且在其之上興建的住宅大樓壹環。西邊有新灣仔街市大廈，其中設有香港市區重建局的地區辦事處。 
灣仔道由莊士敦道至摩理臣山道的一段東西走向，原為依摩理臣山山旁沿海而建，因此較為多灣及地勢比軒尼詩道為高。此段灣仔道行車流量較多，不少由中西區開出的過海隊道巴士皆行經此路。該處附近的長生店、雲石店等更一直營業至1990年代。
現時的灣仔道上商舖林立，較多出入口成衣店、小食店等。

## 事件
1972年12月6日，灣仔道101-103A號明德商業大廈（今已拆卸）8-10樓白宮酒店發生四級大火，釀成9死21傷。
2008年6月28日上午9時50分，灣仔道一間泰式菜館重200磅的木製招牌塌下，擊中一名47歲途經婦人，其頭部被壓住，7名途人嘗試抬走招牌不果，最後由消防員救出傷者送院，惟傷重不治。

## 流行文化

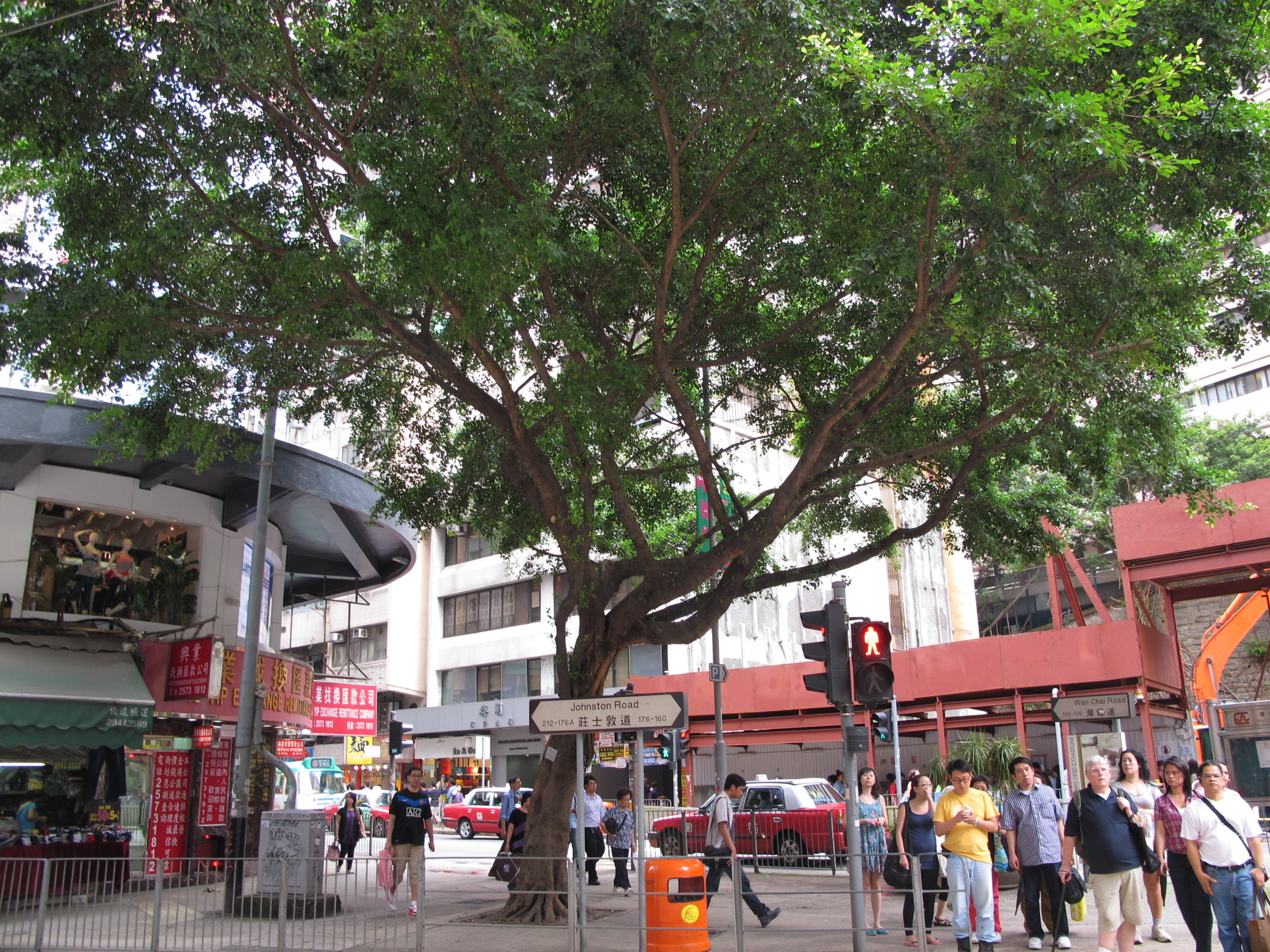
美國真人秀節目《極速前進30》曾於本道路相中位置設中途站。

美國真人秀節目《驚險大挑戰》（The Amazing Race）第30季曾於本道路與莊士敦道交界設置第11段之中途站。

## 圖像

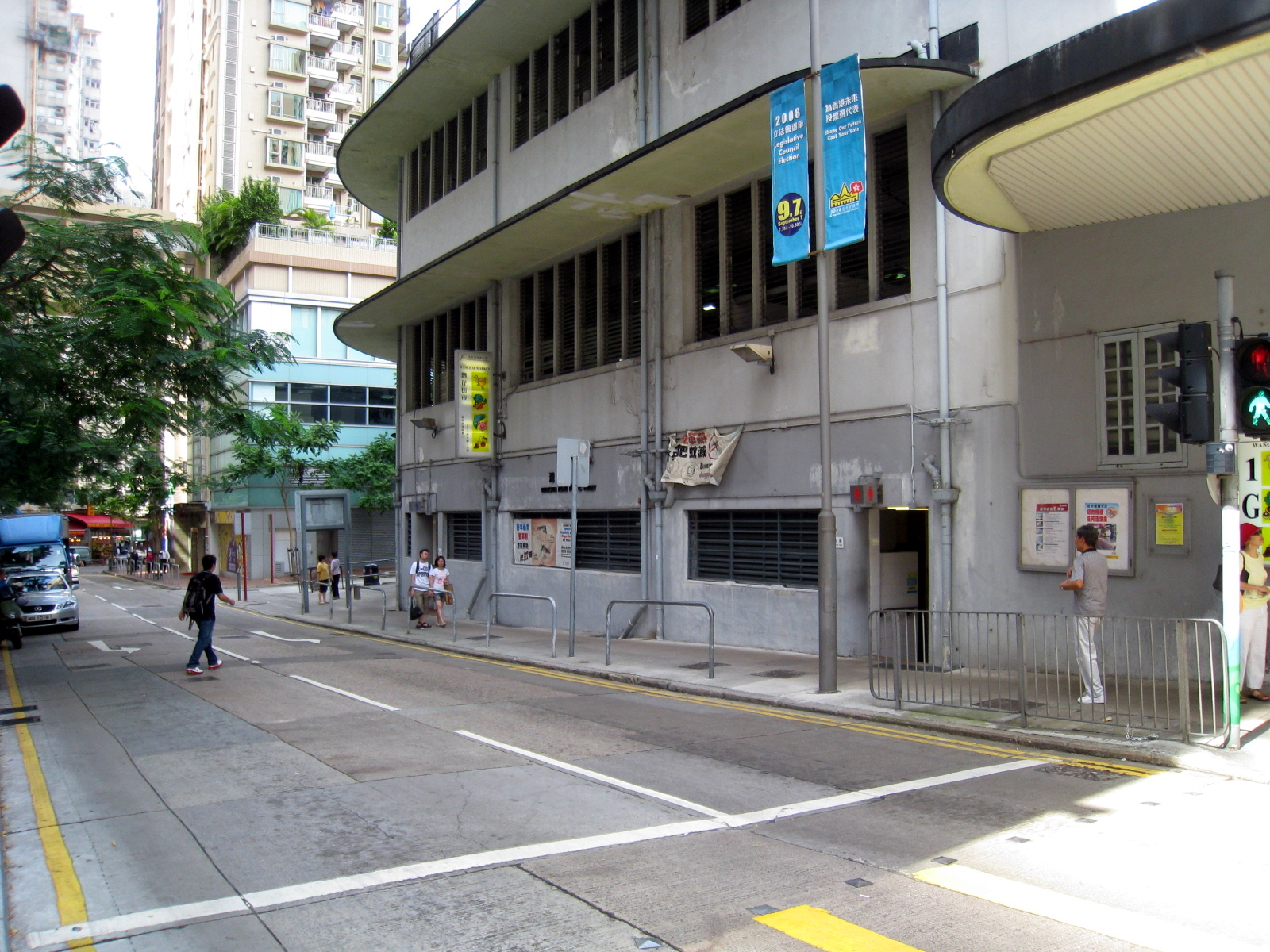
灣仔道近皇后大道東交界
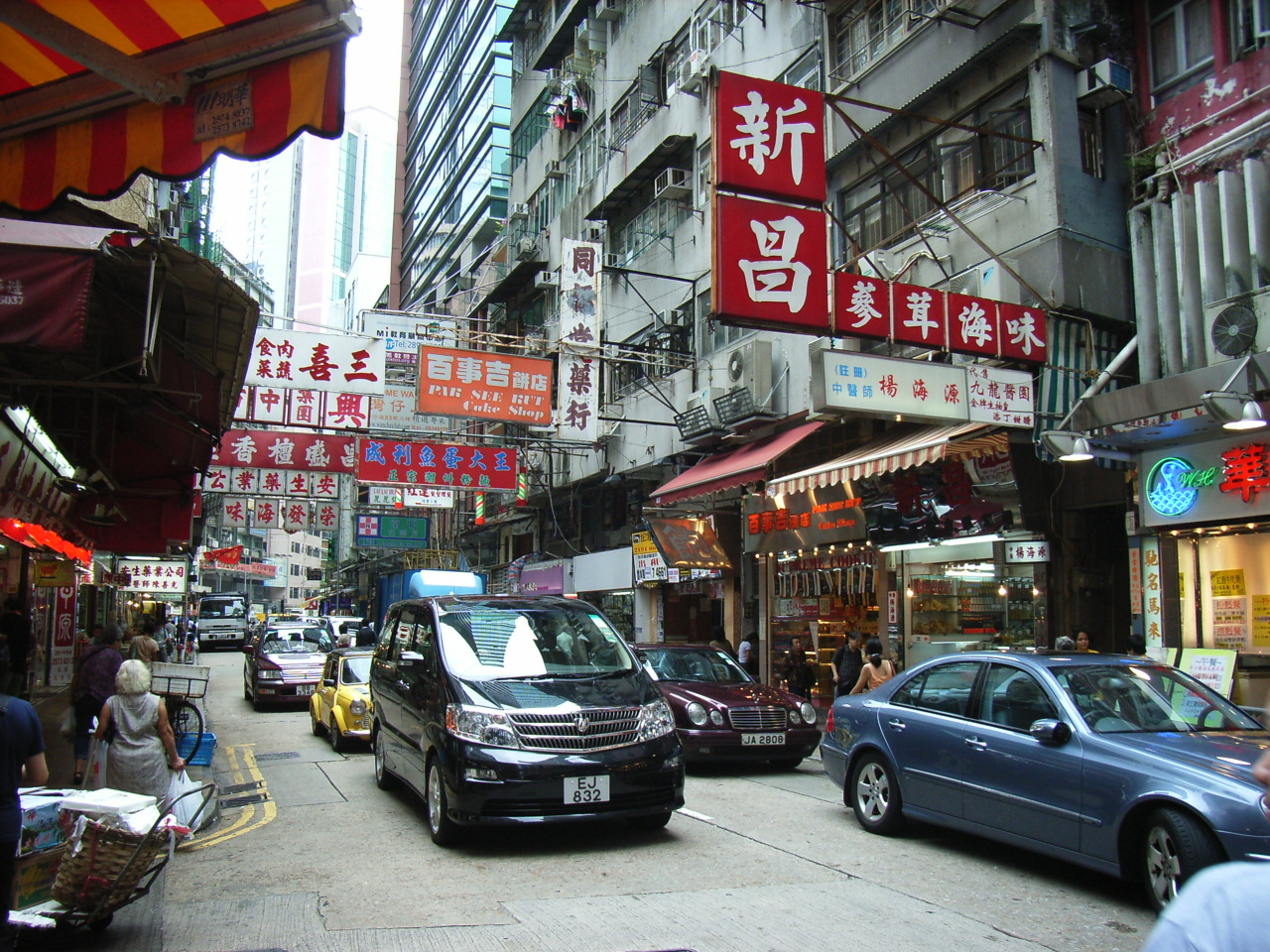
灣仔道的北段街景
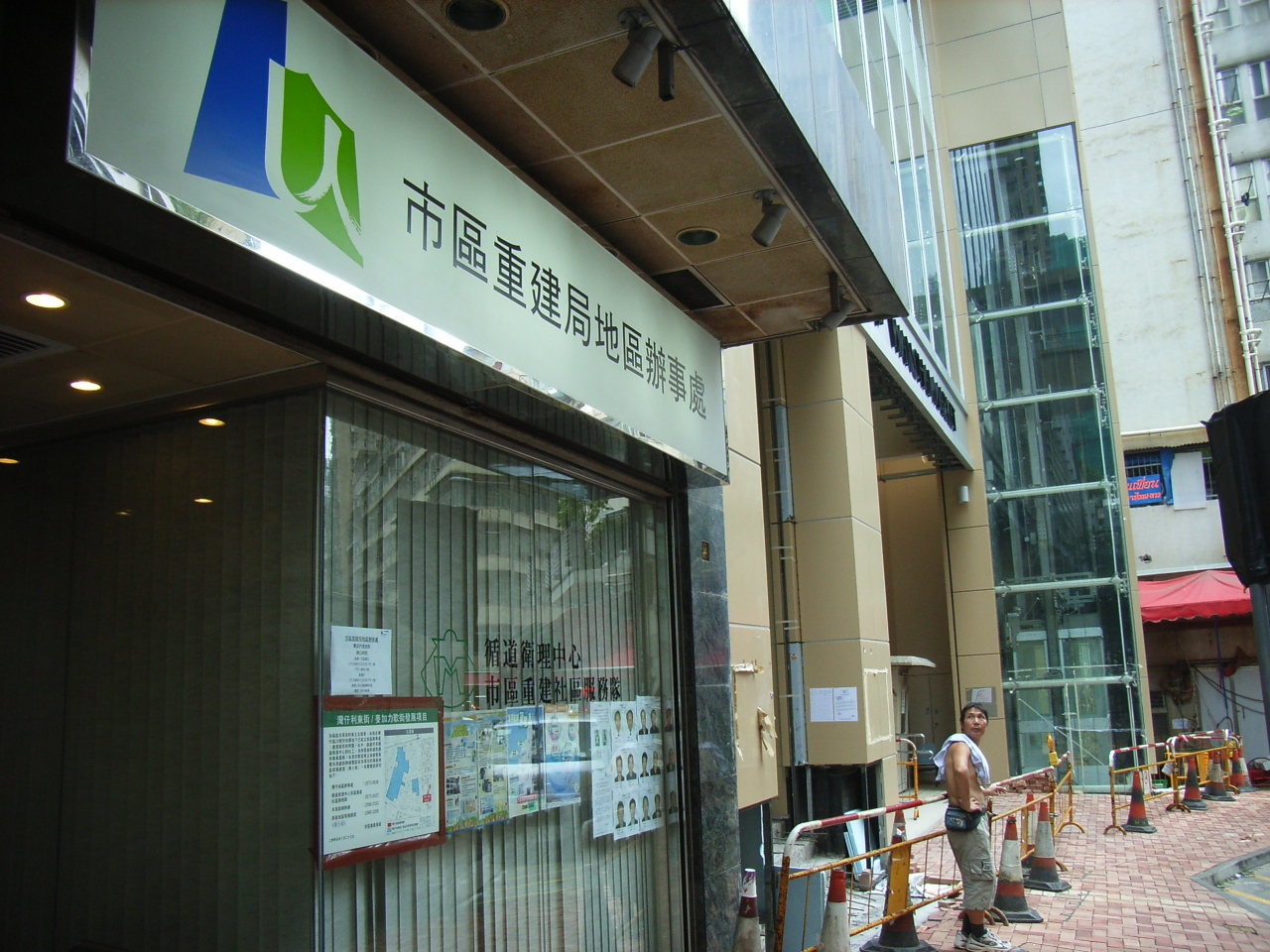
在灣仔道西南面的香港市區重建局地區辦事處(已搬遷)
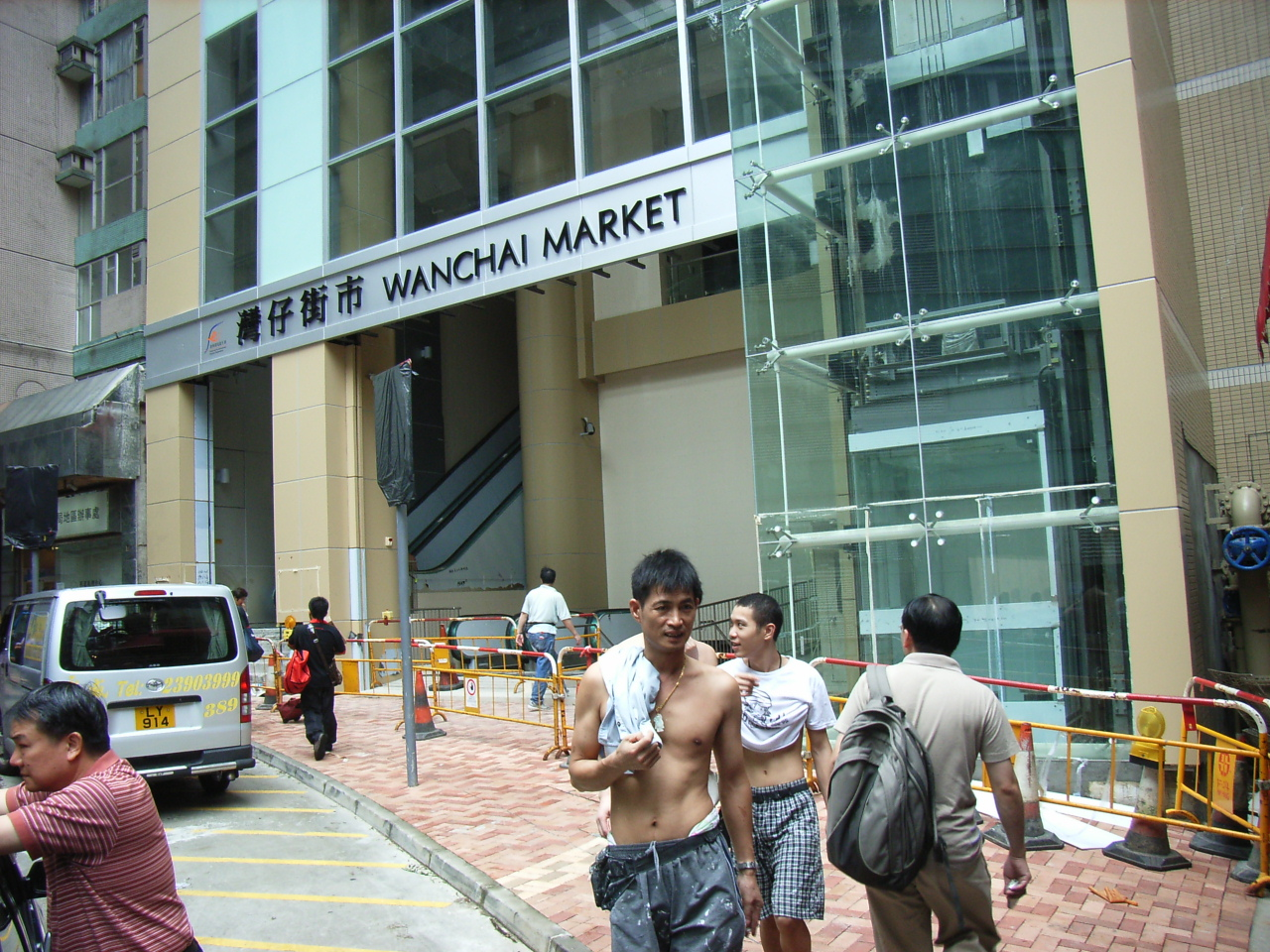
在灣仔道西南面的新灣仔街市大廈
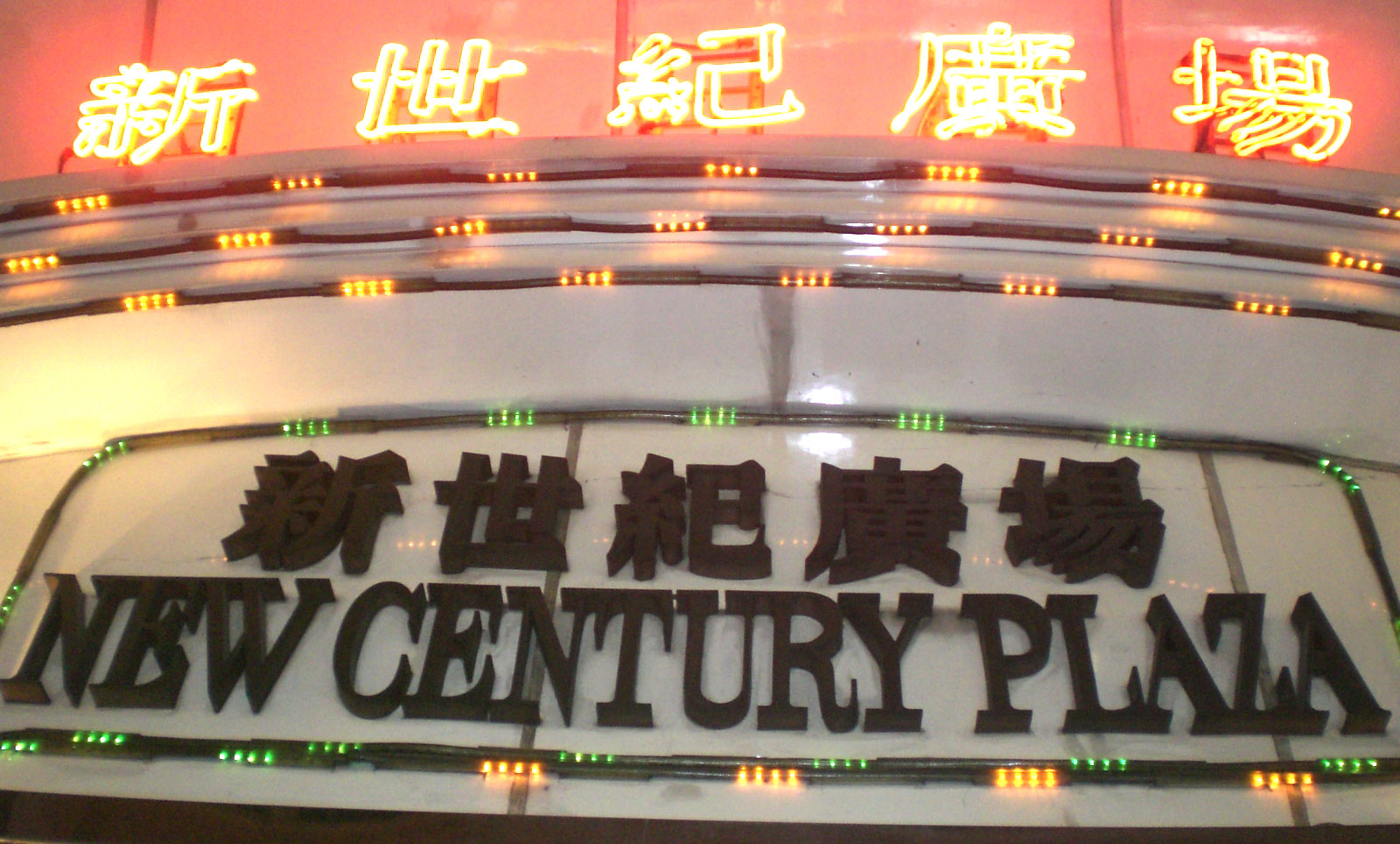
灣仔道之中段近國泰戲院，即今日的新世紀廣場。
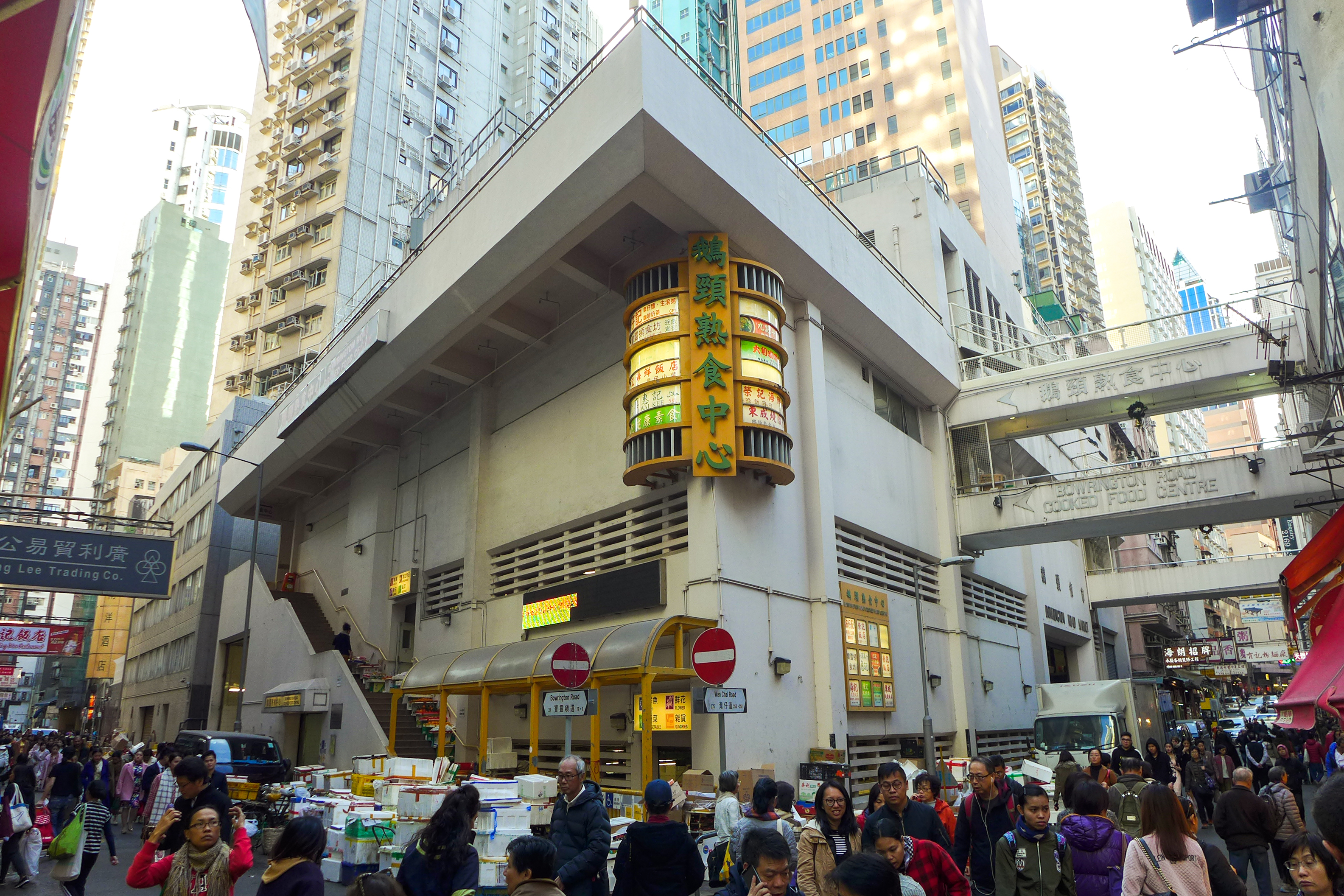
灣仔道之東端鵝頸街市
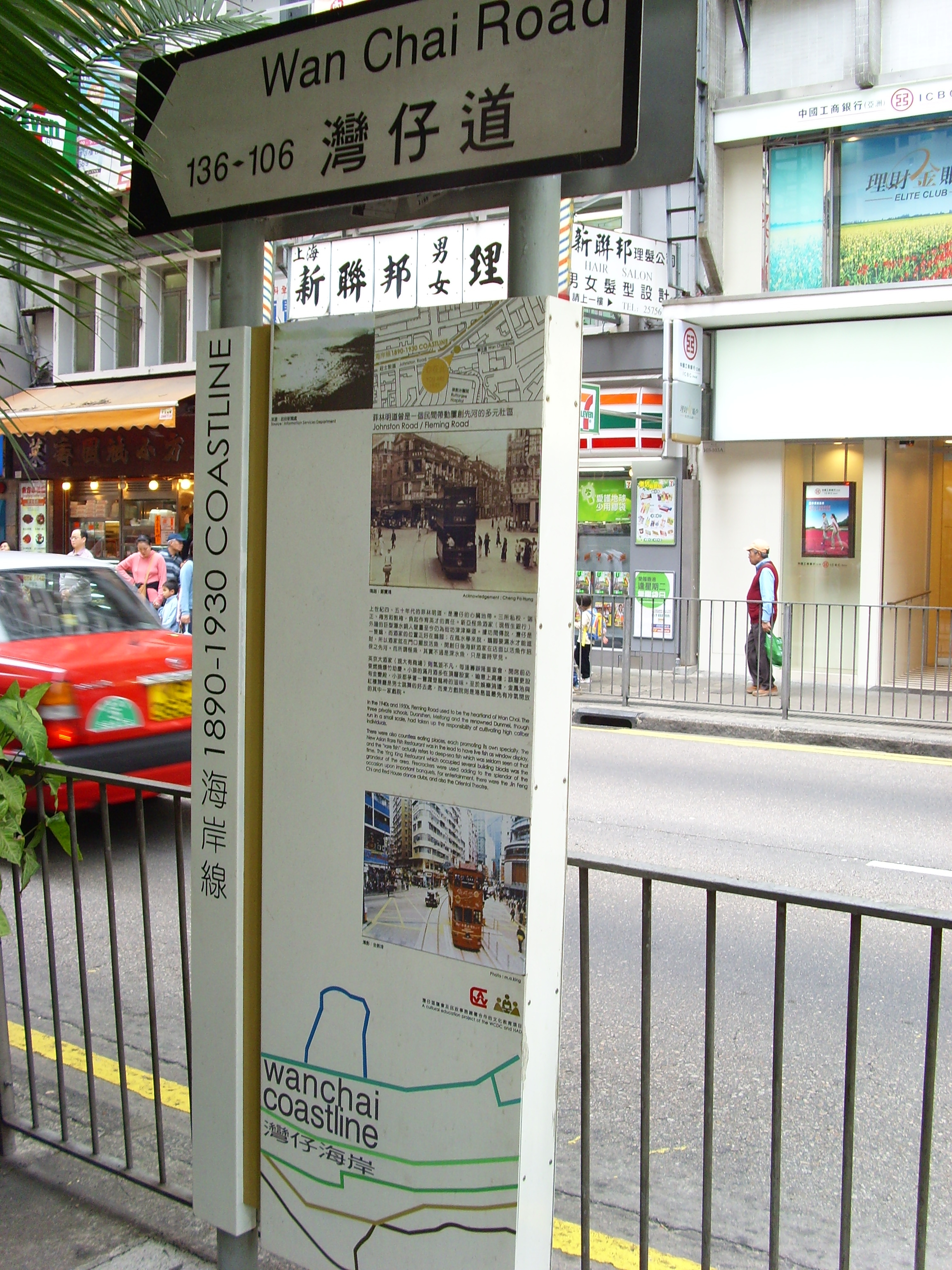
灣仔道上的灣仔海岸線歷史徑指示牌

## 鄰近景物
- 舊式街市
- 大排檔
- 茶餐廳
- 新世紀廣場

## 鄰近街道
- 堅拿道
- 交加街
- 堅彌地街
- 摩理臣山道
- 皇后大道東
- 石水渠街
- 莊士敦道
- 天樂里
- 活道

## 資料來源
1. ↑  鄭寶鴻. . 中華書局. 2015年: 第79頁. ISBN 9789888340217.
2. ↑  魯金. . 三联书店. 2019年: 第36頁. ISBN 9789620444494.
3. ↑  . 華僑日報第二張第二頁. 1966年9月6日.（繁體中文）
4. ↑  . 華僑日報. 1968年. （繁體中文）
5. ↑  . 大公報第四版. 1972年12月7日. （繁體中文）
6. ↑  . 蘋果日報. 2008年6月29日  [2016年5月2日]. （原始内容存档于2016年6月1日）.（繁體中文）

## 外部連結
- 灣仔道(西段)地圖[永久]
- 灣仔道(東段)地圖 （页面存档备份，存于）